# 칠각형

정칠각형

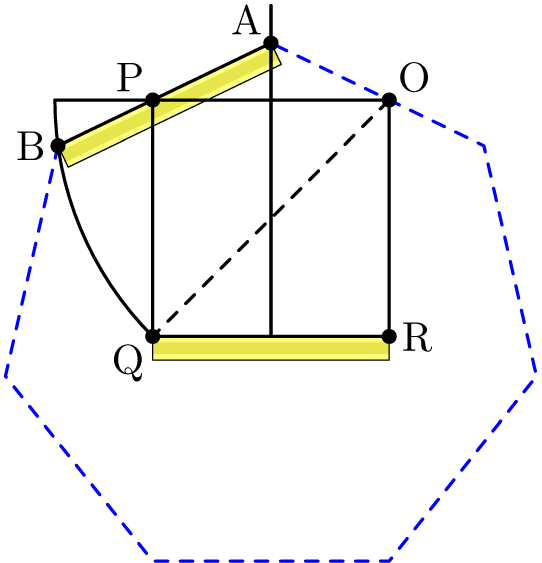
뉴시스 작도를 이용한 정칠각형 작도

칠각형(七角形,Heptagon)은 7개의 변으로 둘러싸인 다각형이다. 꼭짓점과 각도 각각 7개씩 가지고 있다. 여기서부터는 내각의 크기가 120°보다 커지고 외각이 60°보다 작아지어서 세 내각의 크기가 360°보다 더 커지기 때문에 이 도형(정다각형)과 그후로는 정다면체나 정다각형 타일링이 될 수 없다(내각의 크기가 180°인 정다각형은 존재하지 않는다).
한 변의 길이가 {\displaystyle a}인 정칠각형의 넓이는 다음과 같다.
{\displaystyle S={\frac {7}{4}}a^{2}\tan {\frac {5\pi }{14}}}

## 작도 방법
한 내각의 크기가 {\displaystyle {\frac {900}{7}}^{\circ }\approx 128.5714286^{\circ }}이며, 7은 페르마 소수는 아니지만 피어폰트 소수이므로 일반적으로는 작도가 불가능하지만 눈금이 있는 자로는 작도가 가능하다. 이런 작도를 뉴시스(Neusis) 작도라 한다.

## 같이 보기
- 칠각별
- 다각형